# Acacia subrigida
Acacia subrigida é uma espécie de leguminosa do gênero Acacia, pertencente à família Fabaceae.